# Bạch truật
Bạch truật (danh pháp khoa học: Atractylodes macrocephala) là loài thực vật có hoa thuộc họ Asteraceae (họ Cúc) được Koidz. mô tả khoa học lần đầu năm 1930.
Y học cổ truyền Trung Quốc sử dụng phần thân rễ (tức phần củ) của bạch truật làm một vị thuốc bổ khí kiện tỳ (tiêu hóa), trừ thấp hóa ứ, cầm mồ hôi và an thai. Vị này có tính ôn, vị đắng và ngọt, có lợi cho tỳ (lá lách) và vị (dạ dày).

## Thành phần hóa học
- Trong Bạch truật có: Humulene, β-Elemol, α-Curcumene, Atractylone, 3b Acetoxyatractylone, Selian 4(14), 7 (11)-Diene-8-One, Eudesmo, [Palmitic acid] (Trần Kiến Dân - Thực vật Học Báo 1991, 33 (2): 164).
- Hinesol, b- Selinene (Phó Thuấn Mạc – Thực vật Phân Loại Học Báo 1981, 19 (2): 195).
- 8b-Ethoxyatractylenolide II, 14-Acetyl-12-Senecioy-12E, 8Z, 10E-Atractylentriol, 14-Acetyl-12-Senecioyl-2E, 8E, 10E-Atractylentriol, 12-Senecioyl-2E-8Z, 10E-Atractylentriol, 12- Senecioyl-2E-8E-10E-Atractylentriol (Gia Hiệp Thiên Dân – Dược Học Tạp chí (Nhật Bản) 1943, 63 (6): 252)
- Trong rễ củ Bạch truật có 1,4% tinh dầu. Thành phần [tinh dầu] gồm: Atractylon (C16H180), Atractylola (CH160) Atractylenolid I, II, III, Eudesmol và Vitamin A (Trung Dược Học).

## Tác dụng dược lý
- Tác dụng Bổ Ích Cường Tráng: Trên thực nghiệm thuốc có tác dụng làm tăng trọng chuột, tăng sức bơi lội, tăng khả năng thực bào của hệ thống [tế bào lưới], tăng cường chức năng miễn dịch của tế bào, làm tăng cao IgG trong huyết thanh, có tác dụng tăng bạch cầu và bảo vệ gan, tăng sự tổng hợp Protein ở ruột non (Trung Dược Ứng Dụng Lâm Sàng).
- Tác dụng Chống Loét: Nước sắc Bạch truật trên thực nghiệm chứng minh có tác dụng bảo vệ gan, phòng ngừa được sự giảm sút Glycogen ở gan (Trung Dược Học).
- Ảnh hưởng đến Ruột: đối với ruột cô lập của thỏ: lúc ruột ở trạng thái hưng phấn thì thuốc có tác dụng ức chế, ngược lại lúc ruột đang ở trong trạng thái ức chế thì thuốc có tác dụng hưng phấn. Tác dụng điều tiết 2 chiều đó của thuốc có liên quan đến hệ thống thần kinh thực vật, do đó Bạch truật có thể chữa được táo bón và tiêu chảy (Trung Dược Học).
- Tác dụng đối với Máu: Nước sắc và cồn Bạch truật đều có tác dụng chống đông máu, dãn mạch máu (Trung Dược Học).
- Tác dụng Lợi Niệu: Bạch truật có tác dụng ức chế tiểu quản thận tái hấp thu nước, tăng bài tiết Natri (Học Báo Sinh Lý số 19 - 1, 24 (3-4): 227-237), nhưng có báo cáo kết quả chưa thống nhất (Trung Dược Học).
- Bạch truật có tác dụng hạ đường huyết. Glucozid Kali Ảtactylat chiết từ Bạch truật có tác dụng chọn lọc trên đường huyết, đầu tiên gây tăng, sau đó gây hạ đường huyết đến mức co giật do hạ đường huyết quá thấp. Lượng Glycogen trong gan chuột nhắt giảm đáng kể, nhưng lượng Glycogen trong tim hơi tăng, dưới tác dụng của Gluczid này(Trung Dược Học).
- Trên động vật thực nghiệm cho thấy Bạch truật có tác dụng an thần với liều lượng nhỏ chất tinh dầu (Trung Dược Ứng Dụng Lâm Sàng).
- Tinh dầu Bạch truật có tác dụng chống ung thư nơi động vật phát triển [Học Báo Dược Học 1963, 10 (4): 199]
- Chống Loét Bao Tử: Bạch truật có tác dụng ức chế rõ rệt đối với loét Shay và loét do nhịn đói, không tác dụng đối với loét do Histamin (Tài nguyên Cây Thuốc Việt Nam).
- Hoạt động Tiết Dịch Vị: Bạch truật có tác dụng làm giảm rõ rệt lượng dịch vị tiết ra và không làm giảm độ Acid tự do của dịch vị (Tài nguyên Cây Thuốc Việt Nam).
- Chức năng Ngoại Tiết Của Gan: Bạch truật không gây biến đổi về lưu lượng mật nhưng làm tăng một cách có ý nghĩa hàm lượng cắn khô trong mật và như vậy đã tăng lượng các chất thải trừ qua mật (Tài nguyên Cây Thuốc Việt Nam).
- Đối Với Chức năng Gan: trong nghiệm pháp BSP về khả năng phân hủy và thải trừ chất màu của gan cho thấy Bạch truật không ảnh hưởng đối với chức năng này của gan (Tài nguyên Cây Thuốc Việt Nam).
- Kháng Viêm:

. Rễ Bạch truật có hoạt tính chống siêu vi khuẩn và chống ung thư trong thí nghiệm in vitro (Trung Dược Học).
. Hoạt tính chống viêm của Bạch truật được thể hiện rõ rệt trên giai đoạn cấp tính của phản ứng viêm, tương ứng với những biến đổi về mạch máu gây thoát huyết tương ở khoảng ngoài tế bào và tạo phù nề. Tác dụng này đã được chứng minh trong thí nghiệm gây phù gây phù bằng Kaolin với liều Bạch truật từ 7,5g/kg thể trọng trở lên. Đối với giai đoạn bán cấp của phản ứng viêm tương ứng với sự tạo thành tổ chức hạt trong mô hình u hạt thực nghiệm với Amian, Bạch truật có tác dụng ức chế rõ rệt với liều từ 10g/kg thể trọng trở lên (Tài nguyên Cây Thuốc Việt Nam).
- Bạch truật có tác dụng ức chế đối với một loại vi khuẩn gây bệnh ngoài da (Tài nguyên Cây Thuốc Việt Nam).